# Partit Republicà Laborista
Partit Republicà Laborista (Republican Labour Party) fou un partit polític d'Irlanda del Nord fundat el 1964 per dos diputats, Herry Diamond, del Partit Republicà Socialista, i Gerry Fitt, del Partit Laborista Irlandès, diputat a les eleccions al Parlament del Regne Unit de 1966 i 1970. L'agost de 1970 Fitt i la  major part del partit s'integraren en el SDLP. La resta, dirigit per Paddy Kennedy, va assolir presentar-se a les eleccions generals d'Irlanda del Nord de 1973 i a les locals de 1973, però degut als mals resultats es va dissoldre.